# Jarosław Rybak
Jarosław Rybak (ur. 1970) – polski dziennikarz, publicysta militarny. W 2007 był doradcą Ministra Obrony Narodowej – rzecznikiem prasowym Ministerstwa Obrony Narodowej. Od grudnia 2007 do grudnia 2010 r. pracował w Biurze Bezpieczeństwa Narodowego – był dyrektorem Departamentu Komunikacji Społecznej BBN i jednocześnie rzecznikiem prasowym BBN. W 2017 r. był dyrektorem Centrum Informacyjnego Rządu.
W latach 1997–2002 był reporterem dziennika „Trybuna Śląska”. W 2002 podjął pracę w tygodniku „Polska Zbrojna” oraz miesięczniku „Żołnierz Polski”, a od 2005 rozpoczął pracę w dzienniku „Super Express”.
W 2002 brał czynny udział w selekcji do jednostki GROM, dwa lata później został pierwszym dziennikarzem wyróżnionym Honorową Odznaką GROM. W 2011 jako pierwszy dziennikarz otrzymał odznakę honorową jednostki komandosów w Lublińcu.
Od 1996 należy do Stowarzyszenia Dziennikarzy Polskich, a od 2010 do International Federation of Journalists.
Autor książek:
- „Komandosi. Jednostki specjalne Wojska Polskiego” (2003)
- „GROM.PL” (2005)
- „COMMANDO.PL” (2007)
- "GROM2.PL" (2009)
- „LUBLINIEC.PL Cicho i skutecznie” (2011)
- "CIENIE. Tajne operacje komandosów z Lublińca" – e-book (2012)
- "Task Force 50. Operacja Sledgehammer" (2013)
- "COMMANDO. Nieznana historia 62. Kompanii Specjalnej Wojska Polskiego" (2017)
- współautor haseł w „Encyklopedii oddziałów specjalnych” (2004)
- autor haseł o wojskach specjalnych w albumie „Wojsko Polskie” (2007)